# Strtenica
Strtenica – wieś w Słowenii, w gminie Šmarje pri Jelšah. W 2018 roku liczyła 103 mieszkańców.